# Браунсвил (Минесота)
Браунсвил (енгл. Brownsville) град је у америчкој савезној држави Минесота.

## Демографија
По попису из 2010. године број становника је 466, што је 51 (-9,9%) становника мање него 2000. године.
| Група             | 2000.       | 2010.       |
| Белци             | 511 (98,8%) | 458 (98,3%) |
| Афроамериканци    | 0 (0,0%)    | 0 (0,0%)    |
| Азијати           | 0 (0,0%)    | 0 (0,0%)    |
| Хиспаноамериканци | 3 (0,6%)    | 4 (0,9%)    |
| Укупно            | 517         | 466         |